# Ангел Шопов
Ангел Петров Шопов е български революционер, малешевски войвода на Вътрешната македоно-одринска революционна организация.

## Биография
Ангел Шопов е роден в пиянешкото село Панчарево, тогава в Османската империя. Присъединява се към ВМОРО и действа като терорист. През Илинденско-Преображенското въстание е войвода в Малешевско. След това е четник, а по-късно е помощник околийски войвода на Саве Младенов. Действа срещу гъркоманската чета на Димитър Цицимов.
Легализира се след Младотурската революция в 1908 година, но в 1910 година повторно минава в нелегалност.